# تعليق (نحو)
التعليق عند النحاة إبطال عمل أفعال القلوب لفظا لا محلا وجوبا، نحو علمت أزيد عندك أم عمرو. بخلاف الإلغاء فإنه إبطاله لفظا ومحلا جوازا.